# فیروز ملک‌زاده
فیروز ملک‌زاده (بیست و نهم آذر ۱۳۲۴ در تهران) مدیر فیلمبرداری اهل ایران است.

## فیلم‌شناسی
1. آلبوم (۱۳۸۳ مدیر فیلمبرداری)
2. خون‌بس (۱۳۶۹ مدیر فیلمبرداری)
3. باشو غریبه کوچک (۱۳۶۵ مجری طرح)
4. ستاره دنباله دار (۱۳۶۴ مدیر فیلمبرداری)
5. مادیان (۱۳۶۴ مدیر فیلمبرداری)
6. گل‌های داوودی (۱۳۶۳ مدیر فیلمبرداری)
7. دونده (۱۳۶۱ مدیر فیلمبرداری)
8. باشو غریبه کوچک (۱۳۶۵ اجرای موسیقی)
9. غریبه و مه (۱۳۵۳ مدیر تدارکات)
10. مسافر (۱۳۵۳ فیلمبردار)
11. غریبه و مه (۱۳۵۳ فیلمبردار)
12. صمد و سامی، لیلا و لی لی (۱۳۵۱ امور فنی و دستیار فیلمبردار)
13. آرامش در حضور دیگران (۱۳۵۱ نور)